# Iglesia de Sant Llorenç de les Arenes
La iglesia de Sant Llorenç de les Arenes es la primitiva de Sant Romà de Sedillà, citada en el año 1065, que se trasladó antes de 1313 a la iglesia de Sant Llorenç. Situada dentro del pueblo del mismo nombre en el municipio de Foixá, de la comarca catalana del Bajo Ampurdán es una iglesia de origen románico del siglo XII. A pocos minutos, a la derecha de la carretera de Foixá, se encuentra la fuente de Sant Llorenç, de agua abundante y muy apreciada.
Lo que hoy es una pequeña parroquia, fue una comanda de los Hospitalarios de San Juan de Jerusalén existente en el año 1225. Una descripción, datada en el año 1414, dice que la iglesia y las casas que la rodeaban estaban medio en ruinas. En 1475 pasó a depender de Aviñonet y las dos parroquias pasan posteriormente en el año 1600 a depender de Aiguaviva y Castellón de Ampurias.
En junio de 2004 fueron robados siete capiteles románicos, datados entre los siglos XI y XII, procedentes de la antigua iglesia románica y que estaban situados dentro de la iglesia sin ninguna protección y con uso decorativo. Se trata de bloques de piedra que servían de remate a las columnas que hacían de soporte al claustro de la parroquia. Tienen una medida aproximada de 30 cm de altura por 30 cm de largo y están esculpidos con motivos florales y geométricos que servían de decoración.
De momento sólo se han recuperado dos que se encuentran en el Museo Diocesano de Gerona.